# Dentipratulum
Dentipratulum — рід грибів родини Auriscalpiaceae. Назва вперше опублікована 1965 року.

## Класифікація
До роду Dentipratulum відносять 3 види:
- Dentipratulum bialoviesense
- Dentipratulum crystallinum
- Dentipratulum khuranae